# Alan Moulder
Alan Moulder, född 11 juni 1959 i Boston, Lincolnshire i England, är en engelsk skivproducent inom alternativ rockmusik. Moulder har sedan början av 1980-talet arbetat med artister och grupper som Depeche Mode, The Jesus and Mary Chain, Curve, My Bloody Valentine, Placebo, såväl som med The Killers, Nine Inch Nails, The Smashing Pumpkins, Death Cab for Cutie, Yeah Yeah Yeahs, Interpol och Foo Fighters från USA.
Moulder är gift med Curve-sångaren Toni Halliday.